# Jesús Aguirre Muñoz
Jesús Ramón Aguirre Muñoz (Córdoba, 29 de agosto de 1955), conocido como Jesús Aguirre, es un médico y político español del Partido Popular, que desde el 14 de julio de 2022 ocupa la Presidencia del Parlamento de Andalucía. Entre 2019 y 2022 fue titular de la consejería de Salud y Familias de la Junta de Andalucía.

## Biografía
Nació el 29 de agosto de 1955 en la ciudad de Córdoba. Su familia estaba compuesta por un total de nueve hermanos, entre los cuales destaca Monseñor Juan José Aguirre Muñoz, misionero comboniano. Cursó parte de sus estudios en el colegio de la Salle y posteriormente se licenció en Medicina por la Universidad de Córdoba en 1979, especialista en Medicina de Familia. Médico titular de Asistencia Pública Domiciliaria por oposición desde 1982, ha trabajado en Villa del Río, Peñarroya-Pueblonuevo, Carcabuey, Fuente Palmera y posteriormente en Córdoba (Sector Sur). Fue delegado de la Junta de Personal del Área Centro de Córdoba del SAS (1996-2003) y vicepresidente del Sindicato Médico de Córdoba (1998-2001). Fue presidente del Colegio Oficial de Médicos de Córdoba  entre los años 2000 y 2006. En 2006 pasó a la vicepresidencia de Organización Médica Colegial (OMC).
Además, representó al Consejo General de Colegios Oficiales de Médicos ante el Ministerio de Sanidad y Consumo en el Grupo de Trabajo para la elaboración de un Plan Integral de Medidas de Control y del Gasto Farmacéutico y uso racional del Medicamento (2001-2003).
Fue miembro electo de la Comisión de Presupuestos del Consejo General de Colegios Oficiales de Médicos (2003-2006) y miembro del Grupo de Trabajo de Carrera Profesional y Ley de Ordenación de los Profesionales Sanitarios (LOPS) en la OMC (2003-2005).
En 2008, fue propuesto en las listas del Partido Popular para el Senado por la provincia de Córdoba, manteniendo su escaño hasta 2019.
El 21 de enero de 2019, fue nombrado consejero de Salud y Familias de la Junta de Andalucía.
Desde el 14 de julio de 2022 ocupa la presidencia del Parlamento de Andalucía.